# Chodsigoa hoffmanni
Chodsigoa hoffmanni és una espècie d'eulipotifle de la família de les musaranyes (Soricidae). Viu al sud de la Xina i el nord del Vietnam. És un membre del gènere Chodsigoa de mida mitjana, amb una llargada de cap a gropa de 67 mm i una cua de 82 mm. L'espècie fou anomenada en honor del Dr. Robert Shaw Hoffmann. Com que fou descoberta fa poc, encara no se n'ha avaluat l'estat de conservació.